# Тарапака (регіон)
Тарапака (повна назва I Регіон Тарапака, ісп. I Región de Tarapacá, кечуа Tarapaka suyu) — регіон (найбільша одиниця адміністративного поділу) Чилі, другий за рахунком з півночі. Складається з двох провінцій: Ікіке і Тамаругаль. Столиця — місто Ікіке. Територія регіону Тарапака є колишньою перуанською територією, анексованою за результатами Анконського договору 1883, що завершив Тихоокеанську війну. 8 жовтня 2007 року регіон був реструктуризований, в результаті чого від нього був відділений XV Регіон Аріка і Парінакота.

## Географія
На сході регіону — західні схили Кордильєри-Оксиденталь Центральних Анд висотою до 6060 м (вулкан Ґуаятірі) Уздовж узбережжя Тихого океану простягнувся Прибережний хребет висотою 1200—1500 м. На захід від Анд, в південній частині регіону, розташована западина Атакама, в якій розкинулась пустеля Пампа-дель-Тамаругаль.
Клімат тропічний, пустельний. На узбережжі пересічні температури січня 21 °C, липня 15 °C. Опади випадають до 200 мм на рік.
У рослинному світі переважають розріджені чагарники.

## Економіка
Основа економіки регіону — видобувна промисловість (сірка, залізна руда, борати).
Сільське господарство оазового типу, уздовж річок. На поливних землях вирощують фруктові дерева, овочі, маслини, бавовна. На гірських пасовиськах розводять лам. Розвинуте рибальство.
Серед галузей промисловості виділяється рибна із центром у місті Ікіке.
Основні транспортні шляхи: Північна залізниця та Панамериканське шосе. Морський порт Ікіке відіграє важливу роль не тільки для Чилі, а й для Болівії, яка не має свого виходу до Тихого океану.

## Інтернет-ресурси
- Gobierno Regional de Tarapacá [Архівовано 9 грудня 2013 у Wayback Machine.] Official website (ісп.)
- Information about Tarapaca (ісп.)
- Canal 57 - Tarapacá Digital Televisión (ісп.)

| Чилі | Це незавершена стаття з географії Чилі. Ви можете допомогти проєкту, виправивши або дописавши її. |